# Jóiči Doi
Jóiči Doi (* 25. července 1973) je bývalý japonský fotbalista.

## Reprezentační kariéra
Jóiči Doi odehrál 4 reprezentační utkání. S japonskou reprezentací se zúčastnil Mistrovství světa 2006.

## Statistiky
| Japonsko | Japonsko | Japonsko |
| Roky     | Záp.     | Góly     |
| -------- | -------- | -------- |
| 2004     | 2        | 0        |
| 2005     | 2        | 0        |
| Celkem   | 4        | 0        |